# Andrea Willson
Andrea Willson (* 1962 in Heidelberg) ist eine deutsche Drehbuchautorin und Filmproduzentin.

## Leben
Andrea Willson wurde in Heidelberg geboren, wuchs jedoch in den USA und in der Schweiz auf. Nach einem Bachelor-Studium der Soziologie am Boston College begann sie eine Karriere als Redaktionsassistentin beim New Yorker Fernsehsender WNET Public Television. Anschließend kehrte Willson nach Europa zurück und arbeitete als freie Journalistin ab 1990 unter anderem für die Deutsche Welle, für die sie mehrere TV-Reportagen sowie Kurzdokumentarfilme produzierte.
1992 wechselte Willson zu TaurusFilm, wo sie als Dramaturgin für die Entwicklung und Bewertung von Drehbüchern und Treatments zuständig war. 1994 übernahm sie die Leitung der Stoffentwicklung bei der Tele München Gruppe. Noch im gleichen Jahr wechselte sie zu ProSieben, wo sie mit der Entwicklung und Herstellung von TV-  und Kinoproduktionen betraut war. 1996 übernahm Willson die Position der Leiterin Fiction bei RTL II, bevor sie 1998 von Columbia Pictures als Geschäftsführerin mit der Firmengründung und dem Aufbau der Deutschen Columbia Pictures Filmproduktion (DCP) beauftragt wurde mit dem Ziel, drei bis vier deutsche Kinofilme pro Jahr zu produzieren. Andrea Willson übernahm die Geschäftsführung. Anfang 2004 wechselte Willson zu Falcom Media.

## Filmografie (Auswahl)

### Drehbuch
- 2014: Vaterfreuden
- 2015: Deutschland 83 (Episode 1x04)
- 2016: SMS für Dich
- 2018: Wuff – Folge dem Hund

### Produktion
- 1996: Alle zusammen – jeder für sich
- 1999: Sieben Monde
- 2000: Anatomie
- 2001: Viktor Vogel – Commercial Man
- 2001: Was tun, wenn’s brennt?
- 2002: Große Mädchen weinen nicht
- 2003: Anatomie 2
- 2005: Erkan & Stefan in Der Tod kommt krass
- 2011: Rubbeldiekatz